# San Raymundo
San Raymundo est une ville du Guatemala dans le département de Guatemala.